# Arquebisbat de Boston
L'arquebisbat de Boston (anglès: Roman Catholic Archdiocese of Boston; llatí: Archidioecesis Bostoniensis) és una seu metropolitana de l'Església Catòlica als Estats Units, que pertany a la regió eclesiàstica I (Connecticut, Maine, Massachusetts, Nou Hampshire, Rhode Island i Vermont). El 2013 tenia 1.906.372 batejats sobre 4.240.000 habitants. El 2007 s'estimava que uns 315.000 fidels assistien regularment a la Missa. Actualment està regida per l'arquebisbe cardenal Seán Patrick O'Malley, O.F.M. Cap..

## Territori
L'arxidiòcesi compren cinc comtats de Massachusetts: Essex, Middlesex, Norfolk, Plymouth i Suffolk, llevat les ciutats de Mattapoisett, Marion i Wareham, que formen part de la diòcesi de Fall River.
La seu arxiepiscopal és la ciutat de Boston, on es troba la catedral de la Santa Creu. A la mateixa ciutat es troben també la basílica Menor de Nostra Senyora del Perpetu Socors i el santuari nacional de Maria Reina de l'Univers.
El territori s'estén sobre 6.386 km², i està dividit en cinc regions: Central, Merrymack, North, South i West; i cadascuna de les regions està dividida en 4 vicariats. El 2009 hi havia 292 parròquies.

## Província eclesiàstica

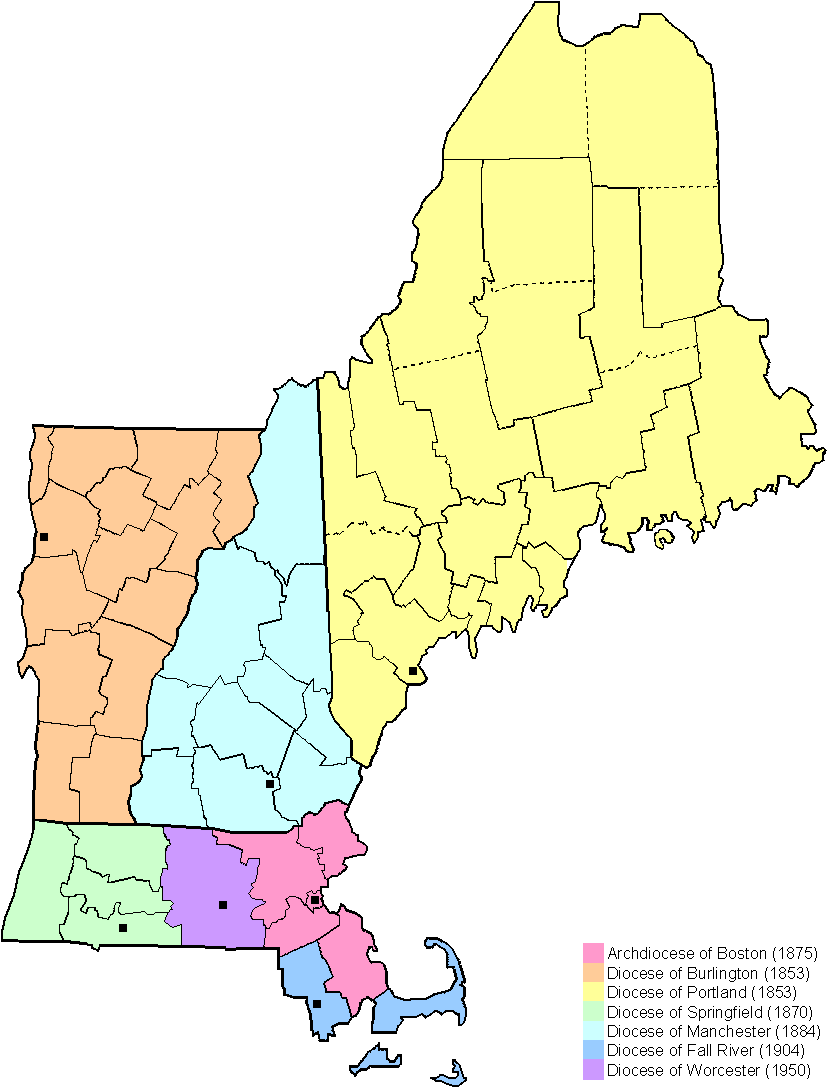
La província eclesiàstica de Boston

La província eclesiàstica de Boston, instituïda el 1875, s'estén sobre els estats americans de Maine, de Vermont, de Massachusetts i de Nou Hampshire (la part centre-septentrional de Nova Anglaterra) i comprèn les següents sufragànies:
- bisbat de Burlington,
- bisbat de Fall River,
- bisbat de Manchester,
- bisbat de Portland,
- bisbat de Springfield,
- bisbat de Worcester.

## Història
La diòcesi de Boston va ser canònicament erigida el 8 d'abril de 1808 mitjançant el breu Ex debito del Papa Pius VII, prenent territori de l'diòcesi de Baltimore, la qual va ser elevada a arxidiòcesi metropolitana, amb Boston com a sufragània. Inicialment la diòcesi de Boston comprenia íntegrament el territori de Nova Anglaterra (els estats de Connecticut, Maine, Massachusetts, Nou Hampshire, Rhode Island i Vermont).
Al segle xix, mentre que el catolicisme creixia exponencialment a Nova Anglaterra, la diòcesi de Boston va ser dividida en diverses noves diòcesis menors: el 28 de novembre de 1843 el Papa Gregori XVI erigí la diòcesi de Hartford (avui arxidiòcesi); el Papa Pius IX erigí les diòcesis de Burlington i de Portland el 29 de juliol de 1853, la de Springfield el 14 de juny de 1870 i la de Providence el 16 de febrer de 1872.
El 19 de juliol de 1850 entrà a formar part de la província eclesiàstica de l'arquebisbat de Nova York.
El 12 de febrer de 1875 el Papa Pius IX elevà la diòcesi al rang d'arxidiòcesi.
A inicis del segle xxi l'arxidiòcesi va ser colpejada per les acusacions d'abusos sexuals per part del clergat, que culminaren en la dimissió de l'arquebisbe, cardenal Bernard Francis Law, el 13 de desembre de 2002. Com que el sistema judicial estatunidenc permet que les víctimes siguin compensades econòmicament per part de la diòcesi, gran part de les víctimes preferiren rebre una indemnització de la diòcesi en comptes de fer condemnar penalment els responsables, al setembre de 2003, l'arxidiòcesi tenia unes 500 demandes per un import total de $85 milions.
Al juny del 2004 la residència de l'arquebisbe i la cancelleria a Brighton i els terrenys circumdants van ser venuts al Boston College, en part per fer front als costos associats als casos d'abusos. Les oficines de l'arxidiòcesi van ser traslladades a Braintree, i es manté la propietat sobre el Seminari de Saint John

## Mitjans de comunicació diocesans
El diari diocesà The Pilot es publica a Bòston des de 1829.
El Catholic Television Center arxidiocesà, fundat el 1955, produeix programes i opera per la xarxa de televisió per cable CatholicTV. Entre 1964 i 1966 tenia i operava un canal de televisió sota el nom WIHS-TV.

## Regions pastorals
L'arxidiòcesi de Boston està dividida en 5 regions pastorals, cadascuna d'elles encapçalada per un vicari episcopal:
| Regió Pastoral | Vicari Episcopal         | Localització                                                                 | Parròquies | Parròquies notables                  | Institucions catòliques d'educació superior                                                | Instituts | Educació elemental | Cementiris |
| -------------- | ------------------------ | ---------------------------------------------------------------------------- | ---------- | ------------------------------------ | ------------------------------------------------------------------------------------------ | --------- | ------------------ | ---------- |
| Central        | Robert Francis Hennessey | Boston, Brookline, Cambridge, Somerville, Winthrop                           | 64         | La Catedral, l'església de la Missió | Boston College, Emmanuel College, Our Lady of Grace Seminary (Boston), St. John's Seminary | 6         | 29                 | 8          |
| Merrimack      | Actualment vacant        | part nord del comtat d'Essex i la part nord-oriental del comtat de Middlesex | 49         |                                      | Merrimack College                                                                          | 3         | (TBD)              | 4          |
| Nord           | Peter John Uglietto      | part sud del comtat d'Essex                                                  | 64         |                                      | Marian Court College                                                                       | 4         | 6 (?)              | 11         |
| Sud            | John Anthony Dooher      | el comtat de Plymouth i la major part del comtat de Norfolk                  | 59         |                                      | Labouré College                                                                            | 3         | (TBD)              | 3          |
| Oest           | Walter James Edyvean     | part sud del comtat de Middlesex i la part occidental del comtat de Norfolk  | 67         |                                      | Regis College                                                                              | 3         | 11                 | 7          |

## Centres educatius diocesans

Escut de la diòcesi

### Seminaris
- Seminari Nacional Papa Sant Joan XXIII
- Seminari de St. John
- Seminari Missioner Arxidiocesà Redemptoris Mater

### Escoles
El 2012, la diòcesi tenia 124 escoles amb uns 43.000 estudiants, des de llar d'infants fins a l'educació superior.
El 1993 l'arxidiòcesi tenia 53.569 estudiants en 195 escoles parroquials arxidiocesanes. Boston tenia el major nombre d'escoles parroquials: 48 escoles amb un total de 16.000 estudiants.

### Centres d'educació secundària
- Academy of Notre Dame, Tyngsboro
- Archbishop Williams High School, Braintree
- Arlington Catholic High School, Arlington
- Austin Preparatory School, Reading
- Bishop Fenwick High School, Peabody
- Boston College High School, Dorchester
- Cardinal Spellman High School, Brockton
- Cathedral High School, Boston
- Catholic Memorial High School, West Roxbury
- Central Catholic High School, Lawrence
- Cristo Rey Boston High School, Dorchester
- Elizabeth Seton Academy, Boston
- Fontbonne Academy, Milton
- Lowell Catholic High School, Lowell
- Malden Catholic High School, Malden
- Marian High School Framingham
- Matignon High School, Cambridge
- Mount Alvernia High School, Newton
- Saint Joseph Preparatory Boston
- Nazareth Academy, Wakefield
- Newton Country Day School, Newton
- Notre Dame Academy, Hingham
- Notre Dame High School, Lawrence
- Pope John XXIII High School, Everett
- Presentation of Mary Academy, Methuen
- Sacred Heart High School, Kingston
- Saint Clement High School, Medford
- St. John's Preparatory School, Danvers
- St. Mary's High School, Lynn
- Saint Sebastian's School, Needham
- Ursuline Academy, Dedham
- Xaverian Brothers High School, Westwood

### Centres d'educació secundària clausurats
- Cardinal Cushing High School, South Boston
- Christopher Columbus High School. Boston
- Don Bosco Technical High School, Boston (tancada el 1998)
- Holy Trinity High School, Roxbury (tancada el 1966)
- Hudson Catholic High School, Hudson (tancada el 2009)
- Keith Academy, Lowell
- Keith Hall, Lowell
- Monsignor Ryan High School, South Boston
- St Clare's High School, Roslindale
- Savio Preparatory High School, East Boston (tancada el 2007)
- Trinity Catholic High School, Newton (tancada el 2012)
- Our Lady of Nazareth Academy, Wakefield (tancada el 2009)

## Episcopologi
Bisbes

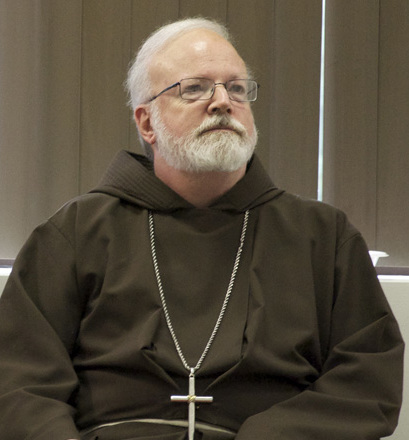
El cardenal Seán O'Malley, arquebisbe de Boston

- Jean-Louis Anne Madelain Lefebvre de Cheverus † (8 d'abril de 1808 - 13 de gener de 1823 nomenat bisbe de Montauban)
- Benedict Joseph Fenwick, S.J. † (10 de maig de 1825 - 11 d'agost de 1846 mort)
- John Bernard Fitzpatrick † (11 d'agost de 1846 - 13 de febrer de 1866 mort)

Arquebisbes
- John Joseph Williams † (13 de febrer de 1866 - 30 d'agost de 1907 mort)
- William Henry O'Connell † (30 d'agost de 1907 - 22 d'abril de 1944 mort)
- Richard James Cushing † (25 de setembre de 1944 - 8 de setembre de 1970 jubilat)
- Humberto Sousa Medeiros † (8 de setembre de 1970 - 17 de setembre de 1983 mort)
- Bernard Francis Law (11 de gener de 1984 - 13 de desembre de 2002 renuncià)
- Sean Patrick O'Malley, O.F.M.Cap., des de l'1 de juliol de 2003

Bisbes auxiliars
- John Michael D'Arcy (1975–1985) nomenat bisbe de Fort Wayne-South Bend, Indiana
- John Anthony Dooher (2006-present)
- Walter James Edyvean (2001-2014) jubilat)
- Robert Francis Hennessey (2006-present)
- Peter John Uglietto (2010-present)

## Estadístiques
A finals del 2013, l'arxidiòcesi tenia 1.906.372 batejats sobre una població de 4.240.000 persones, equivalent al 45,0% del total.
| any  | població  | població  | població | sacerdots | sacerdots       | sacerdots       | sacerdots             | diaques | religiosos | religiosos | parroquies |
| ---- | --------- | --------- | -------- | --------- | --------------- | --------------- | --------------------- | ------- | ---------- | ---------- | ---------- |
| any  | batejats  | total     | %        | total     | clergat secular | clergat regular | batejats per sacerdot | diaques | homes      | dones      |            |
| 1950 | 1.302.985 | 2.954.301 | 44,1     | 1.869     | 991             | 878             | 697                   |         | 878        | 4.659      | 364        |
| 1959 | 1.582.577 | 3.035.168 | 52,1     | 2.271     | 1.287           | 984             | 696                   |         | 1.731      | 5.543      | 391        |
| 1966 | 1.815.113 | 3.335,895 | 54,4     | 2.504     | 1.429           | 1.075           | 724                   |         | 1.971      | 6.080      | 411        |
| 1970 | ?         | ?         | ?        | 2.258     | 1.200           | 1.058           | ?                     |         | 1.269      | 5.715      | 401        |
| 1976 | 2.018.034 | 4.313.394 | 46,8     | 2.360     | 1.376           | 984             | 855                   |         | 1.292      | 5.664      | 469        |
| 1980 | 2.017.133 | 5.789.478 | 34,8     | 2.164     | 1.241           | 923             | 932                   | 92      | 1.277      | 4.797      | 407        |
| 1990 | 1.872.435 | 3.742.600 | 50,0     | 1.905     | 986             | 919             | 982                   | 171     | 1.231      | 4.069      | 402        |
| 1999 | 2.042.688 | 3.761.400 | 54,3     | 1.665     | 958             | 707             | 1.226                 | 212     | 110        | 2.646      | 382        |
| 2000 | 2.017.451 | 3.754.200 | 53,7     | 1.508     | 830             | 678             | 1.337                 | 215     | 866        | 2.812      | 373        |
| 2001 | 2.038.032 | 3.857.751 | 52,8     | 1.669     | 827             | 842             | 1.221                 | 184     | 1.002      | 2.877      | 369        |
| 2002 | 2.069.225 | 3.888.944 | 53,2     | 1.678     | 864             | 814             | 1.233                 | 209     | 1.032      | 2.727      | 362        |
| 2003 | 2.083.899 | 3.951.377 | 52,7     | 1.582     | 867             | 715             | 1.317                 | 246     | 929        | 2.841      | 360        |
| 2004 | 2.077.487 | 3.970.026 | 52,3     | 1.526     | 856             | 670             | 1.361                 | 238     | 864        | 2.601      | 357        |
| 2006 | 1.845.758 | 3.974.846 | 46,4     | 1.409     | 822             | 587             | 1.309                 | 234     | 803        | 2.265      | 303        |
| 2012 | 1.921.000 | 4.209.000 | 45,6     | 1.226     | 721             | 505             | 1.566                 | 265     | 693        | 1.760      | 289        |
| 2013 | 1.906.372 | 4.240.000 | 45,0     | 1.102     | 625             | 477             | 1.729                 | 274     | 653        | 1.765      | 288        |